# ترميم المجاري

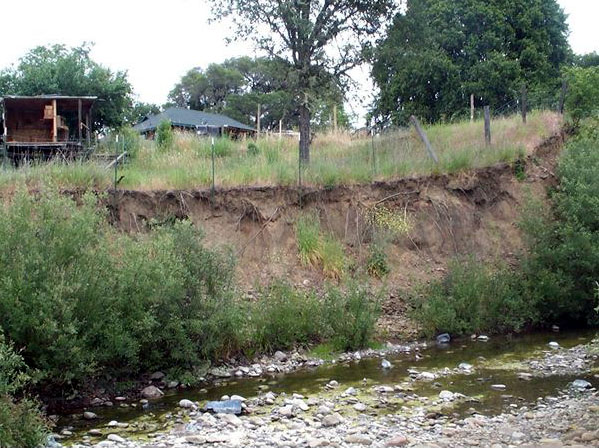
روبنسون كريك في كاليفورنيا قد تآكلت بشدة في مجرى النهر قبل الشروع في مشروع ترميم التيار.

تصف ترميم المجاري أو ترميم النهر، والتي يشار إليها أحيانًا باسم استصلاح الأنهار، العمل الذي تم إجراؤه لتحسين الصحة البيئية لنهر ما أو مجرى ما، لدعم التنوع البيولوجي، وإدارة الفيضانات وتنمية المناظر الطبيعية. يمكن تقسيم نُهج الترميم إلى فئتين: الاستعادة القائمة على الشكل، والتي تعتمد على التدخلات المادية في الدفق لتحسين ظروفها؛ والإصلاح القائم على العمليات، الذي يدعو إلى استعادة العمليات الهيدرولوجية والجيومورفولوجية (مثل النقل الرسوبي أو التوصيل بين القناة والسهول الفيضانية) لضمان مرونة التيار والصحة البيئية. قد تستغرق التأثيرات المفيدة لمشاريع الترميم القائمة على العملية وقتًا حتى يتم الشعور بها لأن التغييرات في الدفق ستحدث بوتيرة تعتمد على ديناميكيات الدفق.
على الرغم من العدد الكبير لمشاريع الترميم في جميع أنحاء العالم، فإن فعاليتها لا تزال ضعيفة، ويرجع ذلك جزئيًا إلى عدم كفاية المراقبة. ومع ذلك، استجابة للوعي البيئي المتزايد، يتم اعتماد متطلبات استعادة التيار بشكل متزايد في التشريعات في أنحاء مختلفة من العالم.

## التعريف والأهداف والشعبية
يصف ترميم المجاري أو ترميم الأنهار، ويُسمى أحيانًا استصلاح النهر في المملكة المتحدة؛ مجموعة من الأنشطة التي تهدف إلى تحسين الصحة البيئية لنهر أو مجرى. تهدف هذه الأنشطة إلى إعادة النظام النهري إلى حالته الأصلية أو إلى حالة مرجعية، لدعم التنوع البيولوجي، والترفيه، وإدارة الفيضانات و/ أو تنمية المناظر الطبيعية. يرتبط ترميم المجاري عمومًا بترميم البيئة والاستعادة البيئية. وبهذا المفهوم، يختلف ترميم المجاري عن:
- هندسة الأنهار، وهو مصطلح يشير عادة إلى التغيرات المادية لجسم مائي، لأغراض تشمل الملاحة أو التحكم في الفيضان أو تحويل إمدادات المياه، ولا ترتبط بالضرورة بالاستعادة البيئية.
- ترميم المجاري المائية، وهو مصطلح يستخدم في المملكة المتحدة ليصف التعديلات على قناة أو نهر لتحسين قابلية التنقل والمرافق الترفيهية ذات الصلة.

يمكن أن نستدلّ على تحسين صحة مجرى النهر عن طريق توسيع الموطن الطبيعي للأنواع الحية المختلفة (مثل الأسماك والحشرات المائية وغيرها من الحيوانات البرية) وانخفاض تعرية ضفاف المجرى، رغم أن تعرية الضفاف أصبحت تُعتبر –بشكل متزايد– على أنها تسهم في الصحة البيئية للمجاري. قد تشمل التحسينات أيضًا تحسين جودة المياه (أي خفض مستويات الملوثات وزيادة مستويات الأكسجين المنحل)، وتحقيق نظام تيار صامد ومكتفٍ ذاتيًا ولا يتطلب تدخلًا بشريًا دوريًا، مثل التجريف أو إنشاء هياكل للتحكم في الفيضانات أو التعرية. يمكن أن تؤدي مشاريع ترميم المجاري أيضًا إلى زيادة قيم العقارات في المناطق المجاورة.
في العقود الماضية، برز ترميم المجاري كقطاع مهم في مجال إدارة الموارد المائية بسبب تدهور العديد من النظم البيئية المائية والشاطئية الناتج عن الأنشطة البشرية. في الولايات المتحدة الأمريكية وحدها، قُدّر في أوائل العقد الأول من القرن الواحد والعشرين أنه –كل عام– يُنفَق أكثر من مليار دولار أمريكي في استصلاح الأنهار وأنّ نحو 40,000 مشروع ترميم كانت تُنفَّذ في الجزء القاري من البلاد.

## طرق وتقنيات الترميم
قد تتراوح أنشطة ترميم المجاري من التحسين أو الإزالة البسيطة للهيكل الذي يعيق وظائف التيار الطبيعي (مثل إصلاح أو استبدال عبارة مائية، أو إزالة الحواجز التي تحول دون مرور الأسماك مثل الهدارات)، إلى تثبيت ضفاف المجاري، أو غيرها من التدخلات مثل ترميم المناطق الشاطئية، أو تركيب مرافق إدارة مياه الأمطار مثل الأراضي الرطبة الصناعية. يمكن أيضًا اعتبار استخدام المياه المعاد تدويرها لزيادة تدفقات المجاري الناضبة نتيجة للأنشطة البشرية؛ شكلاً من أشكال ترميم المجاري. يمكن أيضًا استخدام الهَويس، عند وجودها، كممرات ذات فتحة عمودية، لتسمح بمرور الأسماك إلى حد ما وتزيد من مجموعة الكائنات الحية المائية بما فيها الأسماك ذات القدرة الضعيفة على السباحة.    
تبدأ مشاريع ترميم المجاري عادةً بتقييم نظام المجرى، بما في ذلك البيانات المناخية، والجيولوجيا، وهيدرولوجيا مستجمعات المياه، وهيدروليكيات المجرى، وأنماط نقل الرواسب، وهندسة القنوات، وحركة القنوات التاريخية، وسجلات الفيضانات. وتوجد العديد من الأنظمة لتصنيف المجاري وفقًا للجيومورفولوجيا الخاصة بها. يساعد هذا التقييم الأولي في فهم حركيّات المجرى وتحديد سبب التدهور الملحوظ الواجب معالجته؛ ويمكن استخدامه أيضًا لتحديد الحالة المستهدفة لأعمال الترميم المقصودة، خاصةً لأن إعادة الحالة «الطبيعية» أو غير المضطربة لا تكون قابلة للتحقيق في بعض الأحيان بسبب القيود المختلفة.
في العقود الماضية، حُدّد نهجان شاملان لترميم المجاري؛ هما: الترميم القائم على الشكل، والترميم القائم على العمليات. في حين يركز الأول على ترميم السمات الهيكلية و/أو الأنماط التي تعتبر مميزة لنظام المجرى المستهدف، فإن الثاني يعتمد على ترميم العمليات الهيدرولوجية والجيومورفولوجية (مثل نقل الرواسب أو الاتصال بين القناة والسهول الفيضية) لضمان مرونة المجرى وصحته البيئية.

### الترميم القائم على الشكل
يشجع الترميم القائم على الشكل على تعديل قناة المجرى بهدف تحسين ظروف المجرى. يمكن أن تشمل النتائج المستهدفة تحسين جودة المياه، وتحسين المواطن الطبيعية للأسماك وزيادة وفرتها، بالإضافة إلى زيادة استقرار القناة والضفاف. يُستخدَم هذا النهج على نطاق واسع في جميع أنحاء العالم، وتدعمه مختلف الوكالات الحكومية، بما في ذلك وكالة حماية البيئة الأمريكية.
يمكن تنفيذ مشاريع الترميم القائم على الشكل على مستويات مختلفة، بما في ذلك نطاق الوصول. ويمكن أن تشمل تدابير مثل تثبيت الهياكل ضمن المجاري، وتحقيق استقرار الضفاف، والمزيد من جهود إعادة تشكيل القناة الأكثر أهمية. قد يركز عمل إعادة التشكيل على شكل القناة (من حيث خصائص التعرج)، أو على تقاطعات القناة أو ملامحها (الميل على طول قاع القناة). تؤثر هذه التعديلات على تبدد الطاقة عبر القناة، مما يؤثر على سرعة التدفق والاضطرابات وارتفاع سطح الماء ونقل الرواسب وتنظيفها، وغيرها من الخصائص الأخرى.

### تركيب الهياكل داخل المجرى

#### المُحرفات
عادةً ما تكون المحرفات عبارةً عن هياكل خشبية أو صخرية مثبتة عند رأس الضفة وتمتد باتجاه مركز المجرى، وتهدف إلى تركيز تدفق المجرى بعيداً عن الضفاف. يمكن للمحرفات أن تحد من تعرية الضفاف وتولّد ظروف تدفق متفاوتة من حيث العمق والسرعة، والتي يمكن أن تؤثر بشكل إيجابي على مواطن الأسماك الطبيعية.

#### الدوارات العرضية والهياكل ذات الصلة
الدوارات العرضية هي هياكل على شكل حرف U مصنوعة من الصخور أو جذوع الأشجار، وتُبنَى عبر القناة لتركّز تدفق المجرى في وسط القناة وبالتالي تقليل تآكل الضفاف. لا تؤثر الدوارات على سعة القناة وهي توفر فوائد أخرى مثل المواطن الطبيعية المحسنة للأجناس المائية. يمكن استخدام هياكل مماثلة للدوارات بغرض تبديد طاقة المجرى مثل الهدارات على شكل حرف W، والدوارات على شكل حرف J.

### الهدّارات والبرك وهياكل التحكم في المنسوب
هذه الهياكل، التي يمكن بناؤها من الصخور أو الخشب (جذوع الأشجار أو الحطام الخشبي)، تقلل تدريجياً من ارتفاع التيار وتبدد طاقة التدفق، مما يقلل من سرعة التدفق. ويمكن أن تساعد أيضًا في الحد من تدهور قاع المجرى. وتولّد هذه الهياكل تجميع المياه عند مرورها فوقها، وظروف التدفق السريع عند مرورها تحتها، والتي يمكن أن تحسّن مواطن الأسماك الطبيعية. ولكن، يمكنها أيضًا أن تحد من مرور الأسماك إذا كانت مرتفعة للغاية.

### ازدحام الأخشاب الصنعي
من تقنيات ترميم المجاري الناشئة هي تركيب الازدحامات الخشبية الصنعية. بسبب تركيب القنوات وإزالة سدود حيوانات القندس والحطامات الخشبية، تفتقر العديد من الجداول إلى التعقيد الهيدروليكي الضروري للحفاظ على استقرار الضفة وصحة المواطن الطبيعية. إن إعادة إدخال الحطام الخشبي الكبير في الجداول هي طريقة تتعرض للاختبار في مجارٍ مثل مجرى لاغيونيتاس كريك في مقاطعة مارين في كاليفورنيا، ومجرى ثورنتون كريك في سياتل، واشنطن. تضيف الازدحامات الخشبية تنوعًا في تدفق المياه عن طريق إنشاء بنادق وبرك وتغيرات في درجات الحرارة. وتلعب القطع الخشبية الكبيرة، سواء أكانت حية أو ميتة، دورًا مهمًا في الاستقرار طويل الأمد لازدحام الأخشاب الصنعي. ومع ذلك، نادراً ما تكون القطع الفردية من الخشب الموجودة في ازدحام الأخشاب مستقرة لمدة زمنية طويلة، إذ تنتقل بشكل طبيعي مع اتجاه تيار المجرى، حيث يمكن أن تنحصر في ازدحام خشبي آخر، أو ضمن أشكال أخرى من المجرى أو في البنية التحتية البشرية، الأمر الذي يمكن أن يولد إزعاجًا للاستخدام البشري.